# استان اوئاری
استان اوئاری (به اسپانیایی: Provincia de Huari) یک استان در پرو است که در منطقه انکاش واقع شده‌است. استان اوئاری ۲٬۷۷۱٫۹ کیلومتر مربع مساحت و ۵۸٬۷۱۴ نفر جمعیت دارد و ۳٬۱۴۹ متر بالاتر از سطح دریا واقع شده‌است.